# Attique (architecture)
Pour les articles homonymes, voir Attique (homonymie).

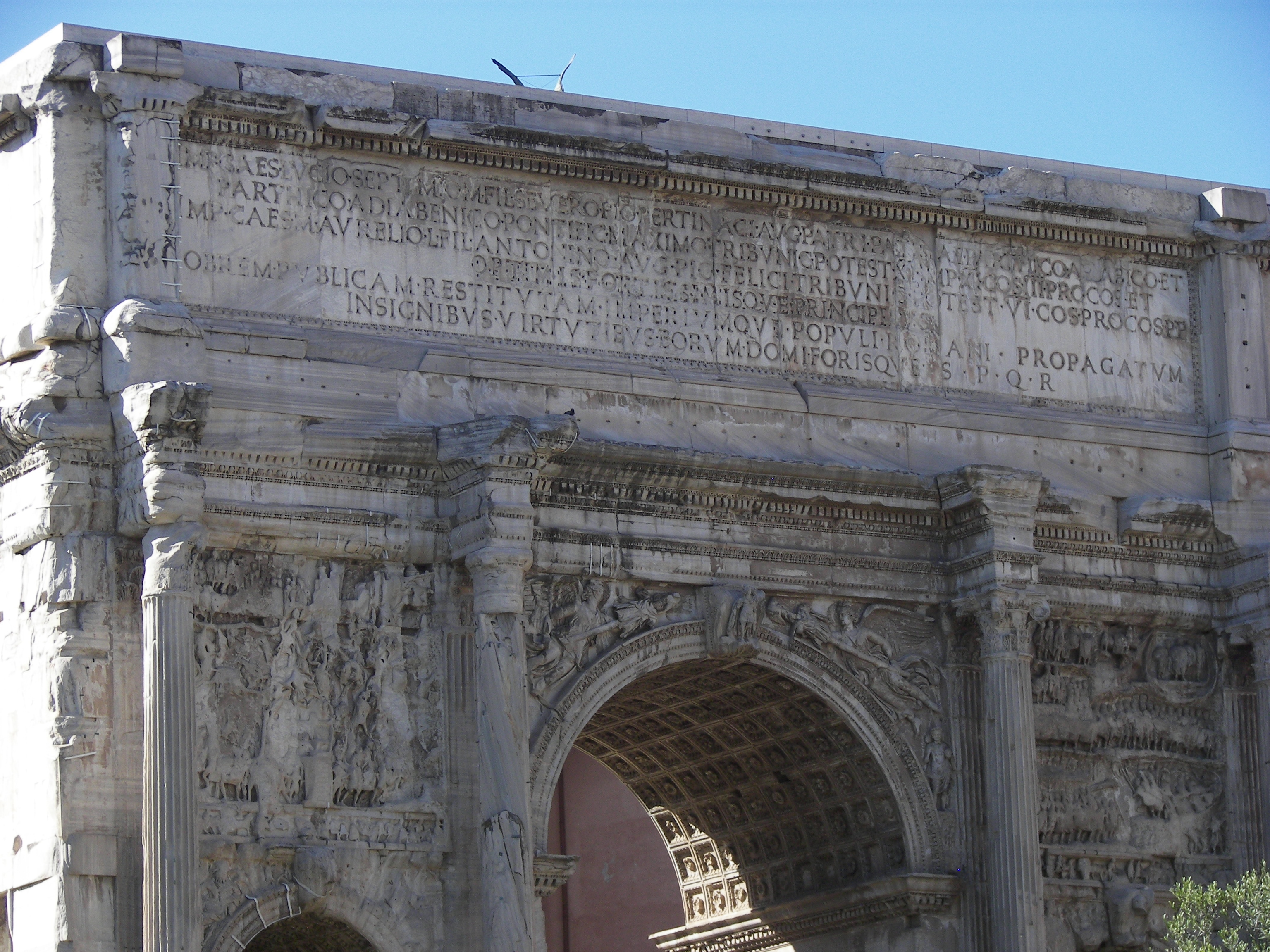
L'arc de Septime Sévère à Rome, avec un attique.

L'attique (nom masculin), en architecture, est la partie supérieure qui vient couronner une construction. Il est placé au-dessus d'un entablement, ou d'une corniche.

## Description

### Architecture antique
L'attique d'un arc de triomphe est le massif qui se trouve au-dessus des baies et de l'entablement qui les surmonte. Il peut parfois être dédoublé, comme à l'arc d'Orange. Il porte souvent sur les façades une inscription monumentale de dédicace. Souvent, il accueille aussi une ou des statues, par exemple un quadrige.

### Architecture classique et néo-classique
Dans l'architecture classique et néo-classique, l'attique est l'étage carré, ou le petit muret, situé au-dessus de la corniche. Ce niveau est parfois disposé en retrait du reste de la façade permettant ainsi, côté rue, l'aménagement d'un balcon filant. L'attique doit avoir la moitié ou tout au plus les deux-tiers de l'étage inférieur. Ce petit étage présente souvent un certain dépouillement ornemental (ou bien une décoration particulière), et sert à masquer le départ du toit. L'attique peut également désigner la partie d'un entablement édifié au-dessus de la corniche. Le faux-attique est une sorte de piédestal présent à la base d'un entablement, permettant de mettre en valeur des bases que des corniches trop saillantes dissimuleraient. 

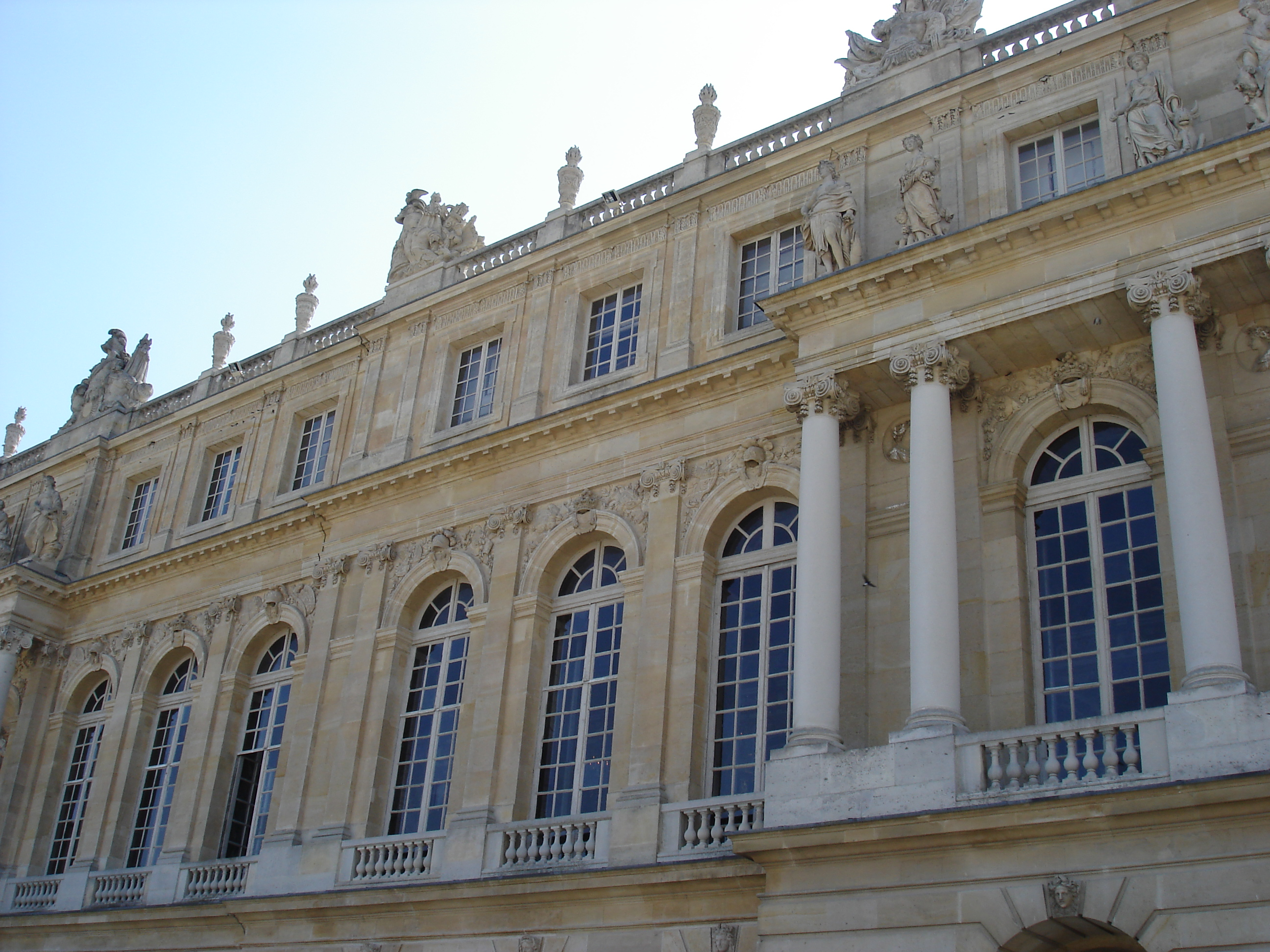
L'attique au dernier étage du château de Versailles.
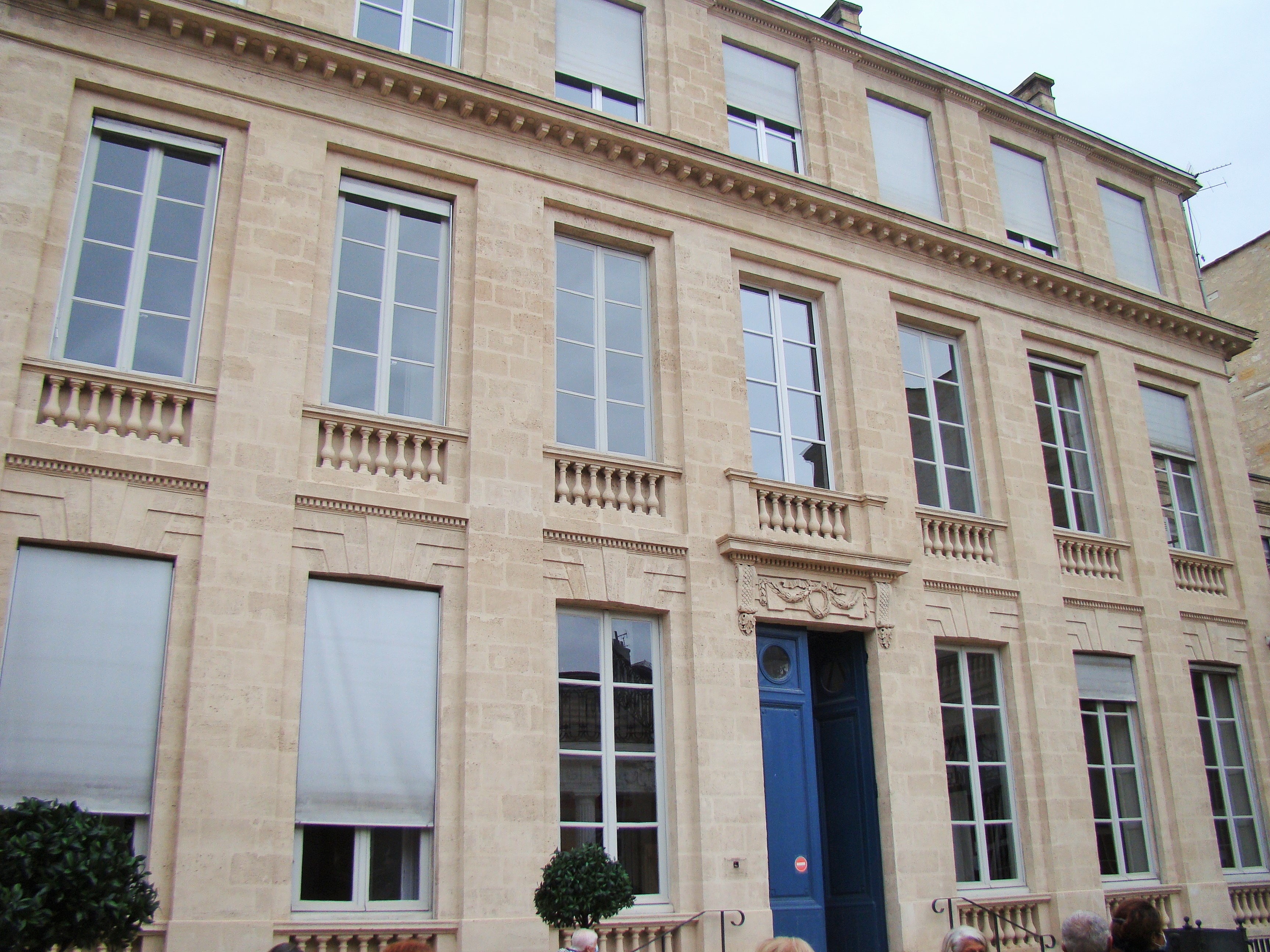
Étage d'attique sur l'hôtel Nairac à Bordeaux.

### Architecture moderne
Dans l'architecture moderne, l'attique est le muret plein ou à claire-voie établi au faîte des façades, à la périphérie d'une toiture-terrasse ou d'une toiture à faible pente. Il sert aussi à masquer la naissance du toit. On y engrave les relevés d'étanchéité de la terrasse.

## Galerie

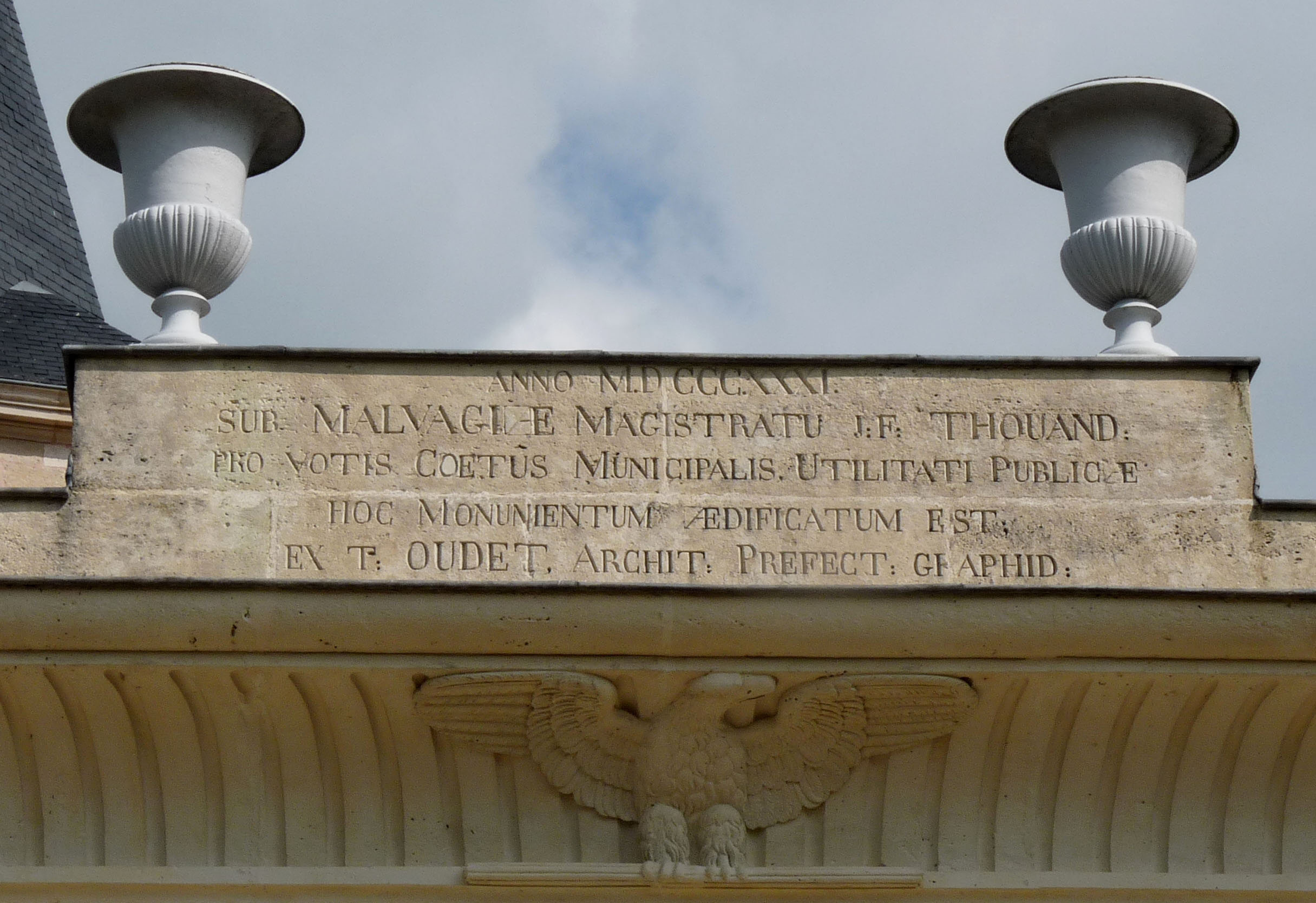
Attique de la fontaine-lavoir de Mauvages (Meuse).
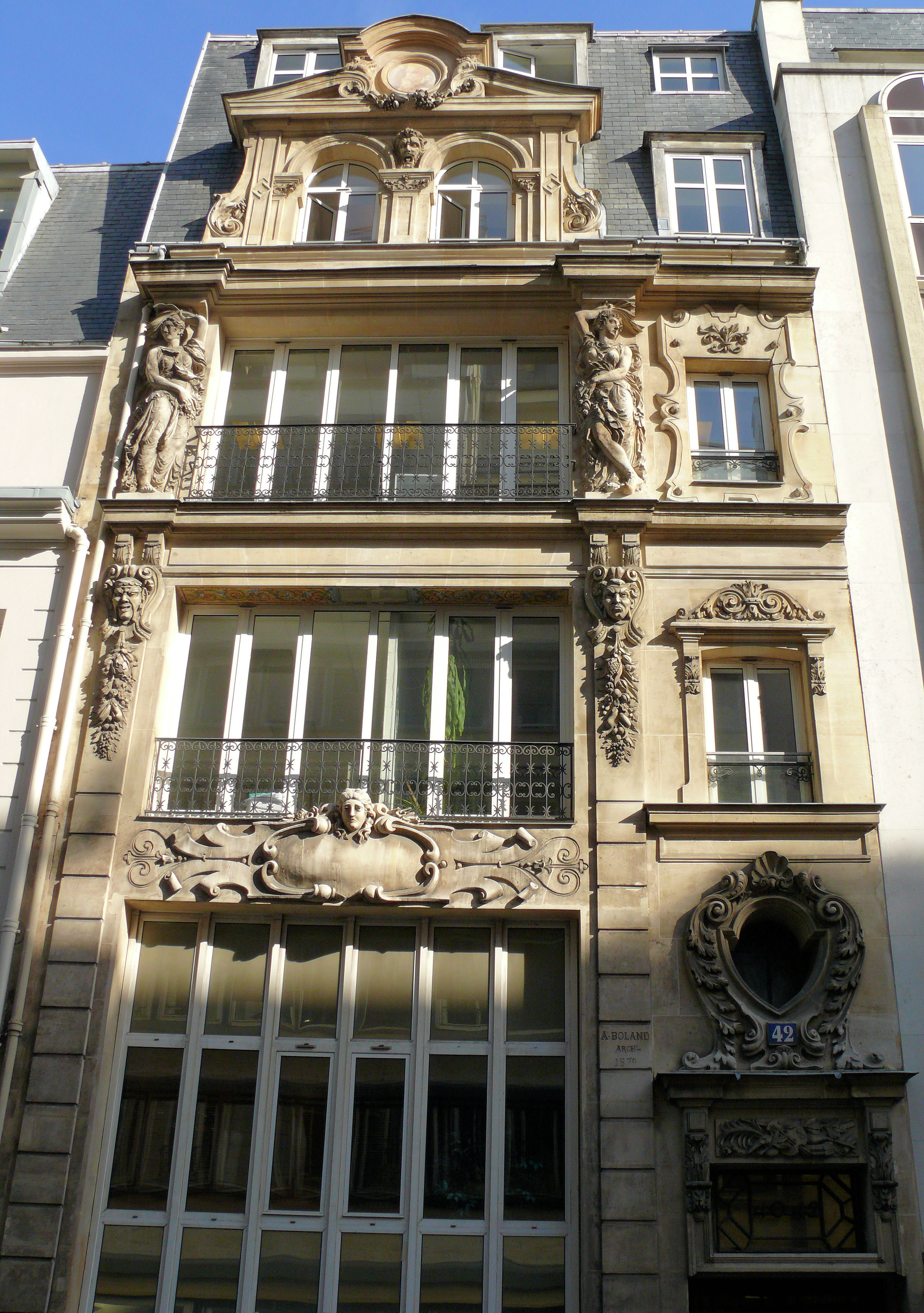
Porte à attique et lucarne attique soutenue par deux cariatides[a].

### Note
1. ↑  Lucarne couronnée par un fronton orné d'un médaillon.